# 昌基夫
48°53′18″N 26°46′59″E / 48.88833°N 26.78306°E
昌基夫（烏克蘭語：Чаньків）是位於烏克蘭西部赫梅利尼茨基州裏卡緬涅茨-波多利斯基區的杜納伊夫齊市鎮的村莊，面積2.75平方公里，海拔高度332米，2024年人口1,050，人口密度每平方公里451.8人。